# Racionális egészfüggvény
Az n-edfokú racionális egészfüggvényeket, rövidebben polinomfüggvényeket az
{\displaystyle \ x\mapsto P_{n}(x)=a_{n}x^{n}+a_{n-1}x^{n-1}+...+a_{1}x+a_{0},~(a_{n}\neq 0,n\in \mathbb {N} )~}
hozzárendelés definiálja, ahol az ai-k valós (vagy komplex) számok. Például {\displaystyle \ x\mapsto 2x^{3}-x^{2}+3/2} egy harmadfokú racionális egészfüggvény. Szorzással, összeadással és kivonással leírható függvények. Megadhatók más alakban is, például Horner-sémában vagy gyöktényezős felbontásban.
A polinomok az általánosabb racionális függvények közé tartoznak. Speciális esetei a lineáris függvény és a másodfokú függvény.
Cikkünkben főként valós racionális egészfüggvényekkel foglalkozunk, ami azt jelenti, hogy mind az együtthatók, mind az értelmezési tartomány valósak. Ahol komplex számok is szóba jöhetnek, ott azt külön jelezzük.

## Példák
- Az {\displaystyle f(x)=-2x^{3}+3x^{2}-5x+4} függvény harmadfokú polinom, melynek együtthatói {\displaystyle -2,3,-5} és {\displaystyle 4}.
- Az {\displaystyle f\colon x\mapsto -2x(x-1)(x+3)^{2}} polinomfüggvény gyöktényezős alakban van adva. Normálformára hozáshoz fel kell bontani a zárójeleket:

{\displaystyle {\begin{aligned}f(x)&=-2x(x-1)(x+3)^{2}=(-2x^{2}+2x)(x^{2}+6x+9)\\&=-2x^{4}-10x^{3}-6x^{2}+18x,\end{aligned}}}
Tehát ez a polinom negyedfokú, együtthatói {\displaystyle -2,-10,-6,18} és {\displaystyle 0}.
- Egy ötödfokú polinom együtthatói rendre {\displaystyle -1,0,{\sqrt {2}},-2\pi ,0,1}, és normálalakja {\displaystyle f(x)=-x^{5}+{\sqrt {2}}x^{3}-2\pi x^{2}+1}.

## Speciális esetek

### Elemi racionális egészfüggvény
Az {\displaystyle y=x^{n}} explicit egyenlettel adott függvény az ún. hatványfüggvények speciális esete, elemi függvény. Grafikonja az {\displaystyle n=1} esetben egyenes, különben n-edfokú (elemi) parabola. A páros kitevőjű parabolák az Y tengelyre, a páratlanok az origóra szimmetrikusak. E függvények határértéke:
- {\displaystyle \lim _{x\to +\infty }x^{n}=+\infty }.
- {\displaystyle \lim _{x\to -\infty }x^{n}={\begin{cases}+\infty ,~n=2k\\-\infty ,~n=2k+1\end{cases}}}

### Módosított elemi függvények
A zérustól és 1-től különböző {\displaystyle a\in \mathbb {R} } együtthatóval az {\displaystyle y=ax_{n}} egészfüggvények grafikonja az Y tengely irányában nyújtott/zsugorított, {\displaystyle a<0} esetben az X tengelyre tükrözött (merőleges affinitás).

## Általános polinomfüggvény
A polinomfüggvény természetes kitevőjű hatványfüggvények kombinációja.
Grafikonja ún. n-edrendű görbe, mely az X tengelyt legfeljebb n pontban metszi/érinti (l.: az algebra alaptétele). Végtelenben vett határértéke a legmagasabb kitevőjű komponensével egyezik:
- {\displaystyle \lim _{x\to \pm \infty }P_{n}(x)=\lim _{x\to \pm \infty }a_{n}x^{n}}

## Fontosabb polinomfüggvények
- {\displaystyle n=0} esetén a függvény konstans, {\displaystyle f\colon x\mapsto a_{0}}
- {\displaystyle n=1} esetén a függvény lineáris, {\displaystyle f\colon x\mapsto a_{1}x+a_{0}}. Itt {\displaystyle a_{1}} a meredekség, és {\displaystyle a_{0}} az {\displaystyle y}-tengelymetszet.
- Egyenes arányosság függvénye: {\displaystyle y=ax} a lineáris függvény speciális esete.

A grafikonja egyenes, amelynek állását az {\displaystyle a} együttható (meredekség) határozza meg.

- {\displaystyle n=2} esetén a függvény másodfokú, {\displaystyle f\colon x\mapsto a_{2}x^{2}+a_{1}x+a_{0}}, ahol {\displaystyle a_{2}}, {\displaystyle a_{1}} és {\displaystyle a_{0}} rendre az {\displaystyle a,b} és {\displaystyle c} együtthatók.

A grafikonja parabola (kúpszelet), állása {\displaystyle a} előjelétől függ.
- {\displaystyle n=3} esetén a függvény harmadfokú, {\displaystyle f\colon x\mapsto a_{3}x^{3}+a_{2}x^{2}+a_{1}x+a_{0}}, ahol ezek az együtthatók rendre az {\displaystyle a,b,c} és {\displaystyle d} együtthatók.

Grafikonját 3-adfokú parabolának is nevezik. Alakja az {\displaystyle a} együttható és a {\displaystyle \Delta =3ac-b^{2}} mennyiség előjelétől függ.
- {\displaystyle n=4} esetén a függvény negyedfokú.

## Algebrai tulajdonságok
A racionális egészfüggvények összeadása, kivonása, szorzása racionális egészfüggvényt eredményez.  Ezzel a racionális egészfüggvények algebrát alkotnak {\displaystyle \mathbb {R} } vagy (komplex racionális egészfüggvények esetén) {\displaystyle \mathbb {C} } felett. A szakasz hátralevő része mindkét algebrára vonatkoztatható. Legyenek {\displaystyle f} és {\displaystyle g} racionális egészfüggvény. Ekkor 
{\displaystyle \deg(f+g)\leq \max(\deg f,\deg g)}
és
{\displaystyle \deg(f\cdot g)=\deg f+\deg g}.
ahol {\displaystyle \deg f} az {\displaystyle f} racionális egészfüggvény foka.
Továbbá két racionális egészfüggvény kompozíciója is racionális egészfüggvény. Azaz, ha racionális egészfüggvényt racionális egészfüggvénybe helyettesítünk, akkor racionális egészfüggvényt kapunk.

## Szimmetria
- Ha az összes kitevő páros, akkor a függvény grafikonja szimmetrikus az y tengelyre. Ekkor a függvény páros: {\displaystyle f(-x)=f(x)}.
- Ha az összes kitevő páratlan, akkor a függvény grafikonja szimmetrikus az origóra. Ebben az esetben a függvény páratlan: {\displaystyle f(-x)=-f(x)}.
- Ha mind páros, mind páratlan kitevők vannak, akkor a függvény nem páros és nem páratlan, de más tengelyekre vagy pontokra lehet szimmetrikus.

Példák:
- Az {\displaystyle f\colon x\mapsto -2x^{6}+3x^{4}-x^{2}} függvény páros, mert csak páros kitevők szerepelnek: 6, 4, 2.
- Az {\displaystyle f\colon x\mapsto x^{7}+x} függvény páratlan, mivel csak páratlan kitevők szerepelnek: 7 és 1.
- Az {\displaystyle f\colon x\mapsto x^{3}+1} függvény nem páros és nem páratlan, de grafikonja szimmetrikus az {\displaystyle W(0;1)} inflexiós pontra.
- A másodfokú racionális egészfüggvények grafikonja szimmetrikus a csúcspontjukhoz húzott függőlegesre.
- A harmadfokú racionális egészfüggvények grafikonja szimmetrikus az inflexiós pontjukra.

## Határérték
A végtelenbeli viselkedést a legnagyobb, a nullához közeli viselkedést a legkisebb kitevőjű tag határozza meg.
A racionális egészfüggvények hatványfüggvények lineáris kombinációi. Lassabban növekszenek, mint az egynél nagyobb alapú exponenciális függvények, függetlenül az együtthatóktól.
A racionális egészfüggvények {\displaystyle x\to 0} határértéke véges. Pontosabban, az y-tengelymetszetet a konstans tag adja meg. Ezen a helyen a meredekség éppen {\displaystyle a_{1}}. Az {\displaystyle y} tengelymetszet helyén az érintő egyenlete {\displaystyle y=a_{1}x+a_{0}}.
Az {\displaystyle x\to \pm \infty } esetben a racionális egészfüggvények divergálnak. A pontos viselkedés az {\displaystyle a_{n}} főegyüttható előjelétől függ. Nagy abszolútértékek esetén ebből a szempontból az {\displaystyle a_{n}x^{n}} tag meghatározó, és a többi tag elhanyagolható; a függvény úgy viselkedik, ahogy a {\displaystyle g(x)=a_{n}x^{n}}. A továbbiakban {\displaystyle \mathbb {D} =\mathbb {R} } az értelmezési tartomány, és {\displaystyle \mathbb {W} } az értékkészlet.
|                         | Páros n | Páratlan n |
| ----------------------- | --- | --- |
| {\displaystyle a_{n}>0} | A grafikon balról jobbra fentről indul, lemegy, majd ismét fel: {\displaystyle f(x)\to \infty } ha {\displaystyle x\to \pm \infty } {\displaystyle \mathbb {W} } alulról korlátos, a függvénynek van egy vagy több minimuma   | A grafikon balról jobbra lentről indul és felmegy: {\displaystyle f(x)\to -\infty } ha {\displaystyle x\to -\infty } és {\displaystyle f(x)\to \infty } ha {\displaystyle x\to \infty } {\displaystyle \mathbb {W} =\mathbb {R} } |
| {\displaystyle a_{n}<0} | A grafikon balról jobbra lentről indul, felmegy, majd ismét le: {\displaystyle f(x)\to -\infty } ha {\displaystyle x\to \pm \infty } {\displaystyle \mathbb {W} } felülről korlátos, a függvénynek van egy vagy több maximuma | A grafikon balról jobbra fentről indul és lemegy: {\displaystyle f(x)\to \infty } ha {\displaystyle x\to -\infty } és {\displaystyle f(x)\to -\infty } ha {\displaystyle x\to \infty } {\displaystyle \mathbb {W} =\mathbb {R} }  |

Például az {\displaystyle f\colon x\mapsto -2x^{5}+4x^{3}-3x+1} függvény {\displaystyle x\to \pm \infty } esetén úgy viselkedik, mint {\displaystyle g\colon x\mapsto -2x^{5}}, azaz balról fentről jobbra lefelé halad. Foka {\displaystyle n=5} páratlan, főegyütthatója {\displaystyle a_{5}=-2<0} A függvényértékekre tehát: {\displaystyle f(x)\to \infty }, ha {\displaystyle x\to -\infty }, és {\displaystyle f(x)\to -\infty }, ha {\displaystyle x\to \infty }. Az {\displaystyle x\to 0} esetben azonban úgy viselkedik, mint {\displaystyle h(x)=-3x+1}, {\displaystyle y}-tengelymetszete {\displaystyle 1}, és itt a meredeksége {\displaystyle -3}.

## Gyökök
Legyen {\displaystyle f} racionális egészfüggvény! Ekkor {\displaystyle f} gyökei azok a {\displaystyle \xi } értékek, ahol {\displaystyle f} a nulla értéket veszi fel, azaz {\displaystyle f(\xi )=0}. Egy racionális egészfüggvénynek legfeljebb annyi gyöke lehet, amennyi a foka. Egyetlen kivétel a konstans {\displaystyle f(x)=0} függvény, ami nulladfokú, de az összes valós szám gyöke. A többi nulladfokú, azaz konstans racionális egészfüggvénynek nincs gyöke. Ezzel teljesíti a feltételt, hiszen a fopka nulla, így az állítás szerint nem is lehetnek gyökei.

### Tényezőkre bontás
Egy racionális egészfüggvény felírható lineáris tényezők és egy gyökök nélküli racionális egészfüggvény szorzataként. Azaz, 
{\displaystyle f(x)=(x-x_{1})^{k_{1}}\cdot (x-x_{2})^{k_{2}}\dotsm (x-x_{m})^{k_{m}}\cdot g(x),}
ahol {\displaystyle x_{1},x_{2},\dotsc ,x_{m}} gyökök, és {\displaystyle k_{1},k_{2},\dotsc ,k_{m}} a megfelelő gyökhelyek multiplicitása.
Például az
{\displaystyle f\colon x\mapsto -0{,}01\cdot x^{3}\cdot (x-2)\cdot (x+3)^{2}\cdot (x^{2}+1)}
függvénynek háromszoros gyöke az {\displaystyle x_{1}=0}, egyszeres gyöke {\displaystyle x_{2}=2}, és kétszeres gyöke {\displaystyle x_{3}=-3}-ban. A {\displaystyle -0{,}01} és az {\displaystyle x^{2}+1} függvények sehol sem veszik fel a nulla értéket, további gyököket nem adnak.
A lineáris felbontás meghatározható például polinomosztással. Az algebra alaptétele szerint a racionális egészfüggvények a komplex számok fölött lineáris tényezőkre bonthatók. Hogyha az összes együttható valós, akkor minden gyökkel együtt a komplex konjugáltja is gyök. Ez kevésbé észlelhető a valós gyököknél, mivel ezek önmaguk konjugáltja, de a nem valós komplex gyökök párban lépnek fel. Mindez azt jelenti, hogy a racionális egészfüggvények felbonthatók legfeljebb másodfokú tényezők szorzatára.
A gyökök a deriválttal is kapcsolatban áll: {\displaystyle x_{0}} pontosan akkor {\displaystyle k}-szoros gyöke {\displaystyle f}-nek, ha {\displaystyle f(x_{0})=f'(x_{0})=\dotsb =f^{(k-1)}(x_{0})=0} és {\displaystyle f^{(k)}(x_{0})\neq 0}.

### A függvény viselkedése a gyökök környezetében
Páratlan multiplicitás esetén a grafikon átmetszi az {\displaystyle x} tengelyt. Ha a gyök egyszeres, akkor az átmetszés szöge nulla foknál nagyobb, és a helyi meredekségtől függ. Ha a páratlan fokszám legalább három, akkor a grafikon meredeksége nulla fok, a függvénynek nyeregpontja van.
Páros multiplicitás esetén a grafikon érinti az {\displaystyle x} tengelyt. A függvényértékek itt nem váltanak előjelet. Ebben a pontban a függvénynek helyi szélsőértéke van.

### A gyökök száma
Polinomosztással megmutatható, hogy a gyökök száma multiplicitással együtt sem nagyobb, mint a polinom foka.
Ha emellett számításba vesszük a folytonosságot, a viselkedést a gyökök környezetében és a {\displaystyle x\to \pm \infty }-ben, akkor következik, hogy a gyökök száma multiplicitással ugyanolyan paritású, mint a függvény foka. Páros fokú függvénynek páros, páratlan fokúnak páratlan számú gyöke van. Következik az is, hogy páratlan fokú racionális egészfüggvénynek van legalább egy gyöke.
További szabályok vannak a gyökök számára, például Descartes előjelszabálya vagy a Sturm-lánc.
A komplex számok fölött vizsgálódva, az algebra alaptétele szerint az elsőfokú racionális egészfüggvényeknek van komplex gyöke (ami lehet valós is). Multiplicitással számolva a gyökök száma megegyezik a racionális egészfüggvény fokával. Így például az {\displaystyle x=2} az {\displaystyle (x-2)^{2}} függvény kétszeres gyöke. Végeredményben a racionális egészfüggvények komplex tényezős lineáris tényezőkre bonthatók.

### Korlátok
A racionális egészfüggvények gyökeinek abszolútértéke különféle módszerekkel felülről becsülhető. Valós korlátok becsülhetik felülről vagy alulról is a gyököket.

#### Valós korlátok
Legyen {\displaystyle B\in \mathbb {R} _{+}} pozitív valós szám, és {\displaystyle f} racionális egészfüggvény! Ha {\displaystyle f} valós gyökei a {\displaystyle [-B,B]} intervallumba esnek, akkor  {\displaystyle B} gyökkorlátja {\displaystyle f}-nek. Ha  {\displaystyle f} valós gyökeinek felső korlátja {\displaystyle B}, akkor {\displaystyle B} felső gyökkorlátja {\displaystyle f}-nek. Analóg definiálható az alsó gyökkorlát.
A továbbiakban legyen {\displaystyle f=X^{n}+\sum _{i=0}^{n-1}a_{i}X^{i}}, azaz {\displaystyle f} főegyütthatója egy! A nullától különböző konstanssal osztás a függvény értékeit is leosztja, de mivel a gyökökben a függvény értéke nulla, azért ezek a főegyütthatóval leosztott függvénynek is gyökei. Új gyökök nem keletkeznek, mivel ahol nincs gyök, ott a nullától különböző  szám osztásával nem keletkezik nulla érték.  Úgyhogy szorítkozhatunk az egy főegyütthatós racionális egészfüggvényekre. Egyes esetekben külön szerephez jut {\displaystyle f} negatív együtthatóinak indexhalmaza, {\displaystyle N=\left\{k\in \{0,1,\dotsc ,n-1\}\mid a_{k}<0\right\}}, melynek méretét {\displaystyle |N|} jelöli.
- {\displaystyle B=\max \left\{\left.\left(|N|\cdot |a_{i}|\right)^{\frac {1}{n-i}}\right|i\in N\right\}} felső valós gyökkorlát (Cauchy-szabály),
- {\displaystyle B=\min\{x\in \mathbb {R} :f^{(i)}(x)\geq 0{\text{ ahol }}i=0,\dotsc ,n\}} felső valós gyökkorlát (Newton-szabály),
- {\displaystyle B=1+{\sqrt[{n-k}]{\alpha }}} felső valós gyökkorlát (Lagrange és Maclaurin szabálya), ahol {\displaystyle \alpha =\max\{|a_{m}|:a_{m}<0\}} a legnagyobb abszolútértékű negatív együttható abszolútértéke, és {\displaystyle k=\max\{m:a_{m}<0\}} a legnagyobb kitevő, melynek együtthatója negatív
- Minden {\displaystyle B\in \mathbb {R} _{+}}, melyre teljesül az

{\displaystyle B^{n}\geq \sum _{i=0}^{n-1}|a_{i}|B^{i}}
egyenlőtlenség, valós gyökkorlát (egy ilyen {\displaystyle B} komplex együtthatós polinomok komplex gyökeinek abszolútértékére is korlát). Speciális esetek (lásd még Gersgorin-tétel)
- - {\displaystyle B=1+\max \nolimits _{i=0,\,\dotsc ,\,n-1}|a_{i}|} és
  - {\displaystyle B=\max \left(1,\sum _{i=0}^{n-1}|a_{i}|\right)}.

#### Komplex korlátok
Legyen {\displaystyle f} a komplex számokon értelmezett komplex együtthatós racionális egészfüggvény! Ekkor az abszolútértékre vonatkozó korlátok origó középpontú köröket határoznak meg a komplex számsíkon. 
- Minden {\displaystyle B\in \mathbb {R} _{+}}, ami eleget tesz az

{\displaystyle |a_{k}|B^{k}\geq \sum _{i\in \{0,\dotsc ,n\}\setminus \{k\}}|a_{i}|B^{i}}
egyenletnek, definiál egy {\displaystyle B} sugarú kört az origó körül, ami {\displaystyle k} gyököt tartalmaz. Ez az egyenlőtlenség {\displaystyle k=0,n} esetén mindig megoldható, de {\displaystyle k=1,\dotsc ,n-1} esetén nem mindig.
- A {\displaystyle k=n} esetben a valós gyökökre már ismert korlát adódik, az ott megadott közvetlen számítások {\displaystyle B}-re ugyanúgy működnek, mint valós esetben.
- A{\displaystyle k=0} esetben olyan kör adódik, ami nem tartalmaz gyököket. Ekkor {\displaystyle 1/B} az {\displaystyle x^{n}f(1/x)/a_{0}} reciprok polinom korlátja.

### Gyökkeresési módszerek
Egy racionális egészfüggvény gyökeinek meghatározására több módszer is létezik.  Általában iterációs módszerek, például a Newton-módszer, a regula falsi, vagy a polinomokra specializált Bairstow-módszer, illetve a Weierstraß-(Durand-Kerner)-eljárás alkalmazhatrók, habár ezek  egymáshoz közeli gyökök esetén sokat veszítenek sebességükből.
A megoldóképletek csak alacsony fokszám (első, másod, harmad, negyedfok) esetén alkalmazhatók. Lineáris esetben ekvivalens átalakításokkal, mérlegelvvel is megtalálható a gyök. Magasabb fok esetén csak speciális alakú polinomokra alkalmazhatók megoldóképletek:
- A reciprok polinomok alakja

{\displaystyle f(x)=c_{0}\cdot x^{n}+c_{1}\cdot x^{n-1}+\dotsb +c_{1}\cdot x+c_{0}}
ami azt jelenti, hogy {\displaystyle c_{i}=c_{n-i}}. Szavakkal, az együtthatók szimmetrikusak. Ekkor az {\displaystyle z=x+1/x}, illetve az {\displaystyle z=x-1/x} helyettesítés segítségével a polinom foka a felére redukálható.
- A binomok alakja

{\displaystyle f(x)=x^{n}+c\,}
Hogyha {\displaystyle c} valós, akkor a gyökök:
{\displaystyle x_{k}={\sqrt[{n}]{c}}\cdot \exp \left({2k\pi \mathrm {i}  \over n}\right),\quad c\geq 0}
{\displaystyle x_{k}={\sqrt[{n}]{\vert c\vert }}\cdot \exp \left({(2k+1)\pi \mathrm {i}  \over n}\right),\quad c<0},
ahol {\displaystyle k=0,\dotsc ,n-1}
- Ha egy gyököt valahogy megtaláltunk, akkor kiemelhetjük a hozzá tartozó lineáris tényezőt.
- Páros racionális egészfüggvény esetén minden fokszám páros:

{\displaystyle f(x)=c_{n}\cdot x^{n}+c_{n-2}\cdot x^{n-2}+c_{n-4}\cdot x^{n-4}+\dotsb +c_{4}\cdot x^{4}+c_{2}\cdot x^{2}+c_{0}}
úgyhogy elvégezhető a {\displaystyle z=x^{2}} helyettesítés. Ha találtunk egy {\displaystyle z_{1}} megoldást akkor abból két megoldás adódik {\displaystyle x}-re:
{\displaystyle x_{1}={\sqrt {z_{1}}}} és {\displaystyle x_{2}=-{\sqrt {z_{1}}}}
Hasonlóan lehet olyan racionális egészfüggvények gyökeit keresni, melyek összes kitevője osztható egy adott pozitív egésszel.
- Páratlan racionális egészfüggvény esetén minden fokszám páratlan:

{\displaystyle f(x)=c_{n}\cdot x^{n}+c_{n-2}\cdot x^{n-2}+\dotsb +c_{5}\cdot x^{5}+c_{3}\cdot x^{3}+c_{1}\cdot x}
Mivel egy páratlan racionális egészfüggvénynek nincs konstans tasgja, azért kiemeljük belőle az {\displaystyle x}-et. Így a racionális egészfüggvény másik tényezője páros racionális egészfüggvény lesz. Hasonlóan csökkenthető a fokszám akkor, ha a legalacsonyabb fokú tag magasabb fokú.

## Differenciál- és integrálszámítás
A racionális egészfüggvények folytonosan differenciálhatók teljes {\displaystyle \mathbb {R} }-en. Ezzel az egészfüggvények közé tartozik, hiszen az egészfüggvények definíciója éppen az, hogy teljes {\displaystyle \mathbb {R} }-en folytonosan differenciálhatók. A derivált meghatározható a szorzat-, az összeg- és a hatványszabállyal. Ha a racionális egészfüggvény alakja 
{\displaystyle f(x)=\sum _{k=0}^{n}a_{k}x^{k}}
akkor a derivált
{\displaystyle f'(x)=\sum _{k=1}^{n}ka_{k}x^{k-1}}.
Kompakt intervallumon minden racionális egészfüggvény integrálható. Emellett minden racionális egészfüggvénynek van határozatlan integrálja:
{\displaystyle \int {\bigg (}\sum _{k=0}^{n}a_{k}x^{k}{\bigg )}dx=\sum _{k=0}^{n}\int a_{k}x^{k}dx=\sum _{k=0}^{n}{\frac {a_{k}}{k+1}}x^{k+1}+c,}
ahol {\displaystyle c\in \mathbb {R} } tetszőleges konstans.
Például az {\displaystyle f(x)=2x^{3}-4x^{2}+5x-1} függvény deriválása:
{\displaystyle {\begin{aligned}f'(x)&=(2x^{3}-4x^{2}+5x-1)'\\&=(2x^{3})'-(4x^{2})'+(5x)'-1'\\&=2(x^{3})'-4(x^{2})'+5(x^{1})'-1(x^{0})'\\&=2\cdot 3x^{2}-4\cdot 2x+5\cdot 1x^{0}-1\cdot 0\\&=6x^{2}-8x+5\end{aligned}}}
Ugyanennek a függvénynek a határozatlan integrálja:
{\displaystyle \int (2x^{3}-4x^{2}+5x-1)dx={\frac {1}{2}}x^{4}-{\frac {4}{3}}x^{3}+{\frac {5}{2}}x^{2}-x+c,c\in \mathbb {R} .}

## Helyi szélsőértékek
A helyi szélsőértékek meghatározhatók az első derivált segítségével. Ugyanis a helyi szélsőértékekben az érintő meredeksége nulla, azaz a derivált nulla. Ez fordítva nem igaz, a derivált nullhelye nem biztos, hogy helyi szélsőértéket jelez, emiatt az így kiszámolt pontokat ellenőrizni kell.

### Általános szabályok
- Ahol a függvénynek páros multiplicitású gyöke van, ott szélsőértéke van.
- Ahol az első derivált negatívból pozitívra vált, ott a függvénynek helyi minimuma van. Ahol az első derivált pozitívból negatívra vált, ott a függvénynek helyi maximuma van. Ahol a derivált nem vált előjelet, ott nincs helyi szélsőérték.
- Ha a második derivált az első derivált nullhelyénél pozitív vagy negatív, akkor ott az első derivált előjelet vált. Ha a második derivált pozitív, akkor negatívból pozitívba; ha a második derivált negatív, akkor pozitívból negatívra vált. Ha a második derivált is nulla, akkor ott nem biztos, hogy szélsőérték van. A helyet más módszerekkel tovább kell vizsgálni.
- Ahol az első derivált gyöke páratlan multiplicitású, akkor a racionális egészfüggvénynek ott szélsőértéke van. Ha a multiplicitás páros, akkor ott nincs szélsőérték.

### Számuk
Mivel a gyökök száma multiplicitással együtt sem nagyobb, mint a polinom foka, azért következik, hogy egy {\displaystyle n}-edfokú polinomnak legfeljebb {\displaystyle n-1} szélsőértéke lehet.
Ha emellett még figyelembe vesszük a függvény viselkedését {\displaystyle x\to \pm \infty } esetén és a nullhelyek környékén, következik, hogy páros fokú függvénynek páratlan, páratlan fokú függvénynek páros számú helyi szélsőértéke van.
A fentiekből az is kikövetkeztethető, hogy páros fokú függvény esetén az egyik szélsőérték abszolút szélsőérték, a főegyüttható előjelétől függően maximum vagy minimum.

## Inflexiós pontok

### Általános szabályok
- Inflexiós pont ott lehet, ahol a függvény második deriváltjának nullhelye van.
- Ahol a függvénynek páratlan, és multiplicitása legalább három, akkor ott a függvénynek teraszpontja van, ami inflexiós pont.
- Ahol a második derivált előjelet vált, ott inflexiós pont van.
- Ha a harmadik derivált a második derivált egy nullhelyén nullától különböző értéket vesz fel, akkor ott a második derivált előjelet vált. Ha viszont a harmadik derivált is nulla, akkor nem biztos, hogy ott inflexiós pont van. A helyet tovább kell vizsgálni.
- Ha a második derivált egy nullhelyének multiplicitása páros, akkor ott nincs inflexiós pont. Ha a multiplicitás páratlan, akkor ott inflexiós pont van. Ha itt még az első derivált nulla, akkor ez teraszpont is.
- Harmadfokú függvények esetén:

- A helyi minimum és maximum, ha létezik, akkor szimmetrikus az inflexiós pontra.
- Ha a függvény összes, nem feltétlenül különböző gyöke valós, akkor a függvény inflexiós pontja megkapható a gyökök multiplicitással súlyozott számtani közepeként. Ha csak egy valós gyök van, akkor a komplex gyököket is számításba kell venni. Mivel ezek konjugáltak, azért a képzetes részek kiejtik egymást.

### Számuk
A nullhelyekről szóló tétel szerint egy {\displaystyle n}-edfokú racionális egészfüggvénynek legfeljebb {\displaystyle n-2} inflexiós pontja lehet.
Hozzávéve ehhez a függvény viselkedését {\displaystyle x\to \pm \infty } esetén és a nullhelyek környékén kapjuk, hogy pozitív páros fok esetén az inflexiós pontok száma páros, és legalább három páratlan fok esetén az inflexiós pontok száma páratlan.
Az is következik, hogy ha a fokszám legalább három, akkor a függvénynek van inflexiós pontja.

## Görbeillesztés
A görbeillesztési feladat a következő: Adott néhány pont a koordináta-rendszerben, és keresünk egy adott típusú függvényt, ami ezekre illeszkedik. Gyakori, hogy racionális egészfüggvényt kell találni, és további feltételeknek (ilyen lehet, hogy a derivált néhány értéke is adva van, illetve a fokszámot is megadják) eleget tenni. Az értékekből és a fokszámból adódik egy lineáris egyenletrendszer az együtthatókra. Ebben a feladatban szokás az együtthatókat különböző betűkkel jelölni, tehát {\displaystyle a_{n}}, {\displaystyle a_{n-1}\dots } helyett az {\displaystyle a,b\dots } jelölést használják. Ennek megoldásával megkapjuk a függvény együtthatóit.
Például keresünk egy alacsony fokú racionális egészfüggvényt, ami szimmetrikus az {\displaystyle y}tengelyre, és a {\displaystyle W(1;3)} inflexiós pontban meredeksége 2.
- Mivel a függvény szimmetrikus az {\displaystyle y} tengelyre, azért ez egy páros függvény, így összes tagja páros fokú.
- Mivel van inflexiós pont, azért a fok nem lehet kettő; a lehetséges legkisebb fok négy.

- Keressük a függvényt az

{\displaystyle f(x)=ax^{4}+bx^{2}+c}
alakban.
- Lévén inflexiós pontról szó, két deriváltra van szükségünk:

{\displaystyle f'(x)=4ax^{3}+2bx}
{\displaystyle f''(x)=12ax^{2}+2b}
- A grafikon átmegy a {\displaystyle W} ponton, emiatt

{\displaystyle 3=a\cdot 1^{4}+b\cdot 1^{2}+c}
- Itt a meredekség kettő, azaz behelyettesítve az első deriváltba:

{\displaystyle 2=4a\cdot 1^{3}+2b\cdot 1}
- A {\displaystyle W} pont inflexiós pont, tehát itt a második derivált nulla:

{\displaystyle 0=12a\cdot 1^{2}+2b}
Ezzel már kész is a lineáris egyenletrendszer:
{\displaystyle a+b+c=3}
{\displaystyle 4a+2b=2}
{\displaystyle 12a+2b=0}
Megoldva:
{\displaystyle a=-0{,}25;\;b=1{,}5;\;c=1{,}75}.
Így a keresett függvény:
{\displaystyle f(x)=-0{,}25x^{4}+1{,}5x^{2}+1{,}75}

## Alkalmazások
- Sok görbe viszonylag jól közelíthető racionális egészfüggvény grafikonjával, például tájdeformációk, ugrósáncok.
- Geometriai feladatok is gyakran oldhatók meg racionális egészfüggvényekkel.

- Ha egy téglalap alakú kartonpapírból nyitott dobozt hajtogatunk úgy, hogy a csúcsoknál kivágjuk a megfelelő méretű négyzeteket, akkor egy harmadfokú racionális egészfüggvényt kapunk. Jelölje a téglalap két oldalát {\displaystyle a} és {\displaystyle b}! Ekkor a doboz térfogata {\displaystyle V(x)=4x^{3}-2(a+b)x^{2}+abx}.
- Egyenlő méretű gömb alakú tárgyakat, például narancsokat gúlába halmozva, ha az alap egy oldala mentén {\displaystyle n} tárgy van, akkor a gúlában {\displaystyle {\tfrac {1}{6}}(n^{3}+3n^{2}+2n)} tárgy fér el.

- Gazdasági alkalmazásokban az árbevétel függvény gyakran harmadfokú racionális egészfüggvény[forrás?]
- Mivel a racionális egészfüggvények könnyen kezelhetők, azért használják őket más függvények közelítésére. Lásd  Taylor-sor és Weierstrass approximációs tétele. Többnyire az analízisben és a numerikus számításokban használják.
- Interpolációkban gyakran racionális egészfüggvényeket vagy szakaszonként racionális egészfüggvényeket használnak görbeillesztésre. Lásd polinominterpoláció, spline interpoláció.
- Racionális egészfüggvények értéke egy-egy pontban Horner-elrendezéssel hatékonyan számítható.

## Fordítás
Ez a szócikk részben vagy egészben  a   Ganzrationale Funktion című német Wikipédia-szócikk fordításán alapul.  Az eredeti cikk szerkesztőit annak laptörténete sorolja fel. Ez a jelzés csupán a megfogalmazás eredetét és a szerzői jogokat jelzi, nem szolgál a cikkben szereplő információk forrásmegjelöléseként.